# Divadlo DNO
Divadlo DNO (původní název Divadlo Na Okraji) vzniklo v Hradci Králové v roce 2000 jako soubor mladých amatérských divadelníků kolem osobnosti Jiřího Jelínka. Část členů byli odchovanci Divadla Jesličky ZUŠ Na Střezině Hradec Králové (skupina Bifule), další se zaměřovali na hudbu nebo výtvarné umění. Vznikla originální tvůrčí skupina kombinující loutkové, herecké, hudební prostředky. Pravidelně se účastnili festivalu amatérského loutkového divadla Loutkářská Chrudim (LCH) nebo mezidruhové přehlídky Jiráskův Hronov.
Od roku 2004 fungovalo DNO jako občanské sdružení pořádající nejen divadelní představení, ale také výstavy, koncerty a workshopy. V rámci Východočeského kraje bylo DNO na přelomu 20. a 21. století kulturním a generačním fenoménem.
Během let 2006–2008 se začali členové souboru postupně věnovat vlastním projektům nebo vstupovali na profesionální scénu. "Od začátku provozovalo (DNO) kolektivní autorské divadlo, v němž se časem vyprofiloval i scénograf a režisér Kamil Bělohlávek, výborný herec Jiří Kniha, svérázná Johana Švarcová, přidala se Mirka Venclová-Bělohlávková, coby manželé a hudební skupina Dva se tu sešli Jan a Bára (roz. Švarcová) Kratochvílovi…"
Asi od roku 2008 funguje pod hlavičkou DNO převážně Jiří Jelínek ve spolupráci s dalšími osobnostmi a divadelními nebo hudebními uskupeními.

## Poetika divadla
Základem poetiky Divadla DNO je hravost a to jak v jazyce, tak v použitých divadelních prostředcích. Neváhají kombinovat loutky, živé herce, hračky, předměty (včetně potravin, viz inscenace Rýže). Důležitým prvkem je i živá hudba a osobitý humor. Zároveň ale každá inscenace v sobě nese jasné téma a sdělení pro diváky. Slovy Luďka Richtera: "S Dnem vtrhla na LCH nejen smršť nápadů a chuti hrát si a hrát (kdykoli, kdekoli a jakkoli), ale i neskrývaná postmoderna, jejímž nejviditelnějším znakem jsou tucty plyšáků, umělohmoťáků, gumáků a jiných hraček vytažených z šuflíku dětství, i neustálá snaha nahlížet za hlásané pravdy, zpochybňovat jejich jednoznačnost, obracet slova i zavedené způsoby vidění a uvažování naruby, demytizovat mýty. Tomu slouží nejen slova a fabule, ale především vkládání všech jevů do nových, absurdních kontextů, nečekané konfrontace výtvarných prvků vůči sobě navzájem, vůči slovu i akci. (...) jejich inscenace mají téměř vždy i solidní a zajímavý myšlenkový základ."

## Inscenace a ocenění (výběr)
- 2000 Báj-báj, Variace na slavné téma Cyrano (hlavní cena LCH, cena Erik)
- 2001 Miniaturky, Rybstory, Oslík, Hop
- 2002 Rýže, Revue, příběH, Goméz
- 2003 Anatomie, Okolostola (hlavní cena LCH), Bomba, To je (je)DNO; se souborem Go go a Chru chru: Ani Anička ale Alenka

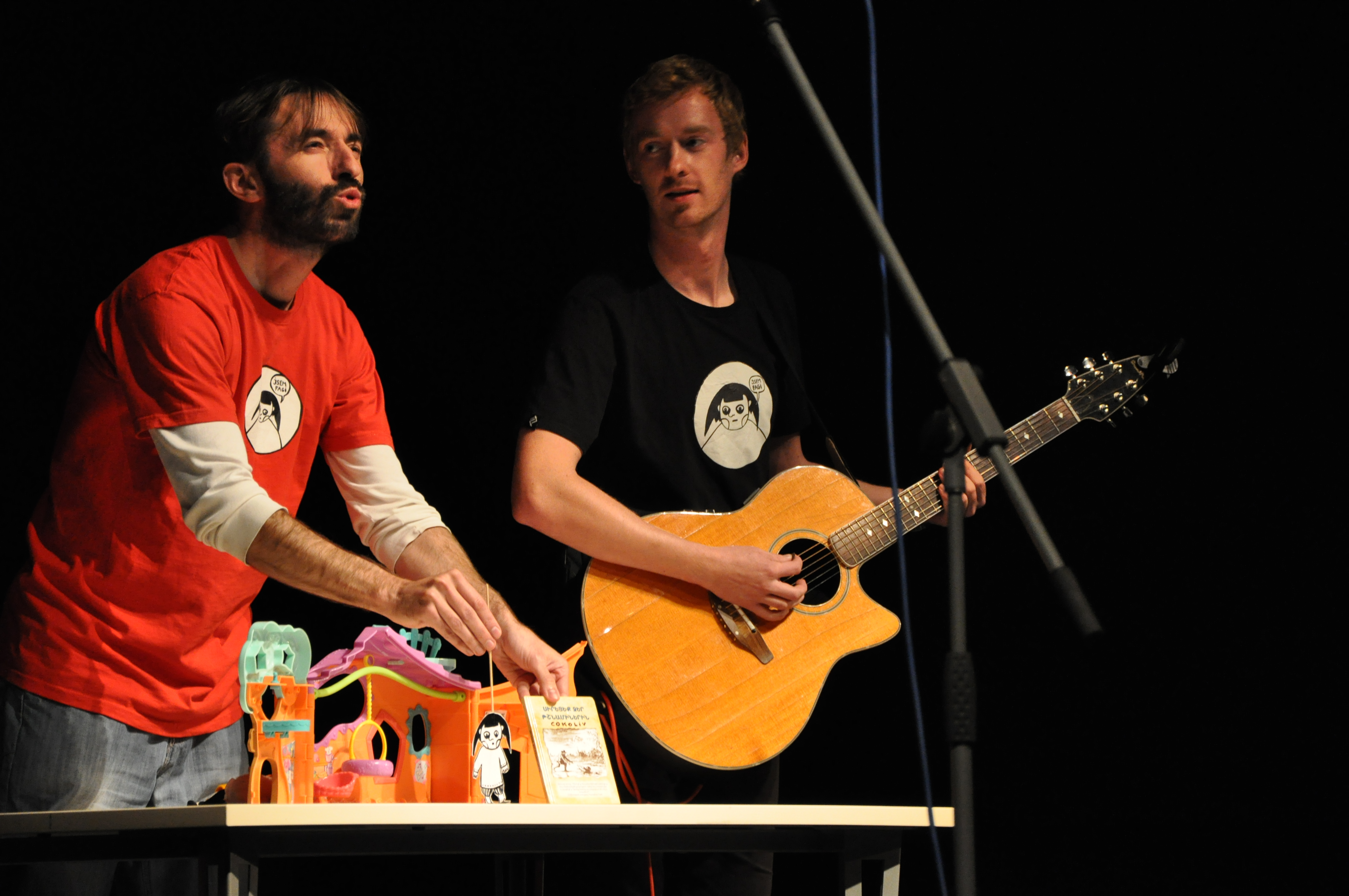
Divadlo DNO: Svět podle Fagi, Svitavy 2010

- 2004 PoPoHaHe, Dr. Kraus (hlavní cena LCH), Epos. StopDivadlo DNO: Svět podle Fagi, Svitavy 20102005 Nepokojíčky; se souborem Ťapina: Cirkus (hlavní cena LCH, cena Erik); se souborem D.D. Beruška: Děvčátka; v rámci Klicperova divadla: Paris
- 2006 Jedna medvěDNA
- 2007 LapoHádky, aneb Ledové techno (hlavní cena LCH, 2. místo v anketě Erik)
- 2009 DNO a Tichý jelen: Šnek
- 2010 Svět podle Fagi
- 2011 DNO a Šavgoč: Hospodin, aneb Kdopak by se Boha bar
- 2012 DNO a Divadlo na cucky: Idolls
- 2013 Název dodám později
- 2014 MACBETH14
- 2018 Život a smrt svatého Vavřince, aneb Převeliké rožnění

## Související osobnosti a uskupení
- Jiří Jelínek[3] (herec a režisér – Divadlo Husa na Provázku, Divadlo Polárka; zpěvák a textař hudební skupiny Bombarďák[4])
- Jiří Kniha[5] (herec)
- Kamil Bělohlávek[6] (scénograf – Naivní divadlo Liberec)
- Johana Švarcová[7] (DJ, režisérka, herečka)
- DVA